# Open Source Security Foundation
La Fundación de Seguridad del Código Abierto, en inglés Open Source Security Foundation (OpenSSF), es un foro interindustrial dedicado al esfuerzo colaborativo, para mejorar la seguridad del software de código abierto.
La lista de miembros fundadores del consejo de administración incluye a GitHub, Google, IBM, JPMorgan Chase, Microsoft, NCC Grupo, OWASP Fundación y Sombrero Rojo. Otros miembros fundadores son GitLab, HackerOne, Intel, Okta, Purdue, Uber, WhiteSource y VMware.